# Greedy
「Greedy」（グリーディ）は、Fear, and Loathing in Las Vegasの6枚目のシングル。ワーナーミュージック・ジャパンより発売。

## 概要
前作より1年振りとなるシングル。
CD+DVDの初回限定盤A、CDのみの初回限定盤Bの2仕様が製作された。また、ジャケットには前者は豚、後者は羊が映っているが、これはマネージャーの「構図はMVのイメージで、ジャケット関係で使用している素材は各楽曲のイメージから想像されるものにしてみよう」、というアイデアからきたもの。
Sxun曰く、今回も各方面に多大な迷惑をかけまくったギリギリの制作だったが、おかげさまでなんとかリリースできて良かったとのこと。また、Sxun在籍時の音源としてはこれが最後となった。

## 収録曲
| #         | タイトル                               | 作詞  | 作曲・編曲 | 時間 |
| --------- | -------------------------------------- | ----- | ---------- | ---- |
| 1.        | 「Greedy」                             |       |            | 3:12 |
| 2.        | 「Keep the Heat and Fire Yourself Up」 |       |            | 3:25 |
| 3.        | 「Treasure in Your Hand」              |       |            | 3:28 |
| 合計時間: | 合計時間:                              | 10:05 |            |      |

## 曲解説
1. Greedy
So曰く、当初は「不可能を壊せ、思うままに走れ」というテーマをもとにタイトルを付ける予定であったが、なかなか決まらず、マネージャーと話し合った結果、「”思うままに”のニュアンスとして”自分の願いに貪欲に向かおう”」というイメージを表せるように、このタイトルになったという。歌詞についても「”不可能を乗り越えたときの喜びを掴もう”ということや”思うままに今すぐ走り始めよう、やってみて初めてわかることがある”」というようなことを歌ったという[3]。
「LLLD」のような、Minamiによるラップパートも登場するが、これもマネージャーの「Minamiのシャウト以外のアプローチも考える」、「シングルの1曲目ということで聴きやすさも取り入れる」というアイデアから。アレンジに関しても、曲中にファミコン・サウンドや、後半ではゆったりしたパートを取り入れることで、ベガスらしさと新しさも両立したという[3]。
メジャーでリリースされたシングルとしては、表題曲は新曲でありながら初のアルバム未収録であり[注 3]、ミュージック・ビデオも作られていないが、6thアルバム「HYPERTOUGHNESS」に収録された"Interlude"において、サンプリングという形では使用されている。
2. Keep the Heat and Fire Yourself Up
アニメ「覇穹 封神演義」オープニングテーマ。原作漫画自体はメンバー全員が知っていたが、その中でも特にKeiが好きだったという。
Sxun曰く、タイアップの話を受け、それに合わせて中華テイストを全面に押し出したアレンジに仕上げた。また、メロディを作る際には、ゴールデンボンバーの「成龙很酷」を参考にし、なんちゃって中国語で仮歌を入れ、クセのあるラインやリズムが生まれるようにした、とのこと[3]。
ミュージック・ビデオが作られたが、これも曲のイメージに合った衣装や演出[注 4]を、マネージャーやディレクターと話し合って決めたという[3]。
3. Treasure in Your Hands
アニメ「覇穹 封神演義」オープニングテーマ。
Sxun曰く、「Keep the Heat and Fire Yourself Up」がダンス・チューンならば、本曲はバンド・サウンドで「スクリーモ」という仮タイトルで、マネージャーとMinamiがメインとなって作られた、とのこと。歌詞についてはSo曰く、「大きなことを成し遂げるためには仲間と力を合わせることも必要だ」というテーマの下書き上げたという[4]。
ミュージック・ビデオも製作され、Sxun曰く、後半の竿隊[注 5]のカッコよく揃えているステージングがポイント、とのこと[4]。

## タイアップ
Keep the Heat and Fire Yourself Up
- テレビアニメ「覇穹 封神演義」第1クールOPテーマ。
- 日本テレビ系バラエティ番組『ぐるぐるナインティナイン』CMソング

Treasure in Your Hands
- テレビアニメ「覇穹 封神演義」第2クールOPテーマ。

## 収録アルバム
Keep the Heat and Fire Yourself Up
Treasure in Your Hands
- 『HYPERTOUGHNESS』

## カバー
Keep the Heat and Fire Yourself Up
- RAISE A SUILENによるカバー。同曲はアプリゲーム「バンドリ! ガールズバンドパーティ!」に実装された。

## 演奏
- So : Vocal
- Minami : Vocal, Keyboard
- Sxun : Guitar, Vocal, Chorus
- Taiki : Guitar, Vocal, Chorus
- Tomonori : Drums
- Kei : Bass Guitar